# Pernell Whitaker
Pernell Whitaker (Norfolk, Virginia, 2 de enero de 1964-Virginia Beach, Virginia, 14 de julio de 2019) fue un boxeador estadounidense, que compitió de 1984 a 2001 y posteriormente trabajó como entrenador de boxeo. Fue campeón mundial en cuatro ocasiones con títulos ganados en peso ligero, welter y medio ligero. En 1989 fue nombrado el peleador del año por la revista The Ring y los comentaristas de boxeo de la Boxing Writers Association de Estados Unidos. De 1993 a 1997, The Ring lo situó como el mejor boxeador activo del mundo, libra por libra. Es poseedor del reinado más largo como campeón único en peso ligero en la historia con seis defensas titulares. Es considerado como uno de los más grandes boxeadores defensivos de todos los tiempos. Fue conocido con el seudónimo de "Sweet Pea".
Como amateur ganó una medalla de plata en la división ligera en el campeona mundial de boxeo en 1982, siguiendo con una de oro en los Juegos Panamericanos de 1983 y en los Juegos Olímpicos de Los Ángeles 1984. Después del eventual retiro en 2001 regresó al deporte como entrenador. En 2002, The Ring lo colocó en el lugar n.º 10 en su lista de «Los 100 más grandes boxeadores en los últimos 80 años». En 2006 fue inducido al International Hall of Fame (Salón de la Fama Internacional) en su quinto año de elegibilidad.
Falleció en la noche del 14 de julio de 2019, cuando fue atropellado por un automóvil mientras daba una caminata en Virginia Beach; pese a los intentos de los paramédicos, perdió la vida en la escena del accidente. El conductor permaneció allí, aguardando la llegada de la policía, y cooperó en la investigación.

## Trayectoria
En su trayectoria profesional se caracterizó por su inteligencia en el cuadrilátero, por su técnica y por su juego de piernas. De estilo zurdo y poco ortodoxo, peleaba en muchas ocasiones con las manos bajas, esquivando los golpes mediante el juego de piernas y contragolpe, con golpes certeros y retiradas, para muchos eruditos del boxeo está considerado como el mejor boxeador zurdo de la historia. Es reconocido como uno de los grandes boxeadores de todos los tiempos, como indica que la revista The Ring lo colocó el número 10 de la lista de los mejores boxeadores de la Historia, "libra por libra".
En su carrera como amateur, fue medallista de plata de los Campeonatos Mundiales de 1982, ganando después las medallas de oro en los Juegos Panamericanos de 1983 y los Juegos Olímpicos de 1984. De las 214 peleas registradas como aficionado, ganó 201, 91 de ellas por nocaut. Como profesional, se convirtió en campeón mundial en 4 categorías diferentes.
Whitaker protagonizó dos históricas rivalidades: con Julio César Chávez disputó un combate nulo en 1993 y con Óscar de la Hoya cayó derrotado en 1997.

## Récord profesional
| 40 Ganadas (17 KOs), 4 Derrotas (1 KO) |            |                     |      |               |            |                                                                   | |
| Res.                                   | Récord     | Oponente            | Tipo | Rd., Tiempo   | Datos      | Localidad                                                         | Notas |
| G                                      | 1–0        | Farrain Comeaux     | TKO  | 2 (6), 2:50   | 1984-11-15 | Madison Square Garden, Nueva York, Nueva York, EE. UU.            | Debut profesional |
| G                                      | 2–0        | Danny Avery         | TKO  | 4 (6)         | 1985-01-20 | Broadway by the Bay Theater, Atlantic City, Nueva Jersey, EE. UU. | |
| G                                      | 3–0        | Mike Golden         | TKO  | 4 (6), 2:54   | 1985-03-13 | Scope, Norfolk, Virginia, EE. UU.                                 | |
| G                                      | 4–0        | Nick Parker         | UD   | 6             | 1985-04-20 | Memorial Coliseum, Corpus Christi, Texas, EE. UU.                 | |
| G                                      | 5–0        | John Senegal        | TKO  | 2 (8), 1:29   | 1985-07-20 | Scope, Norfolk, Virginia, EE. UU.                                 | |
| G                                      | 6–0        | Teddy Hatfield      | KO   | 3 (8), 2:42   | 1985-08-29 | Omni Coliseum, Atlanta, Georgia, EE. UU.                          | |
| G                                      | 7–0        | Jesus De la Cruz    | TKO  | 1 (8), 2:22   | 1985-11-12 | Country Connection, Pasadena, Texas, EE. UU.                      | |
| G                                      | 8–0        | John Montes         | UD   | 10            | 1986-03-09 | Coliseum, Hampton, Virginia, EE. UU.                              | |
| G                                      | 9–0        | Rafael Williams     | UD   | 10            | 1986-08-16 | Sands, Atlantic City, Nueva Jersey, EE. UU.                       | |
| G                                      | 10–0       | Rafael Gandarilla   | UD   | 10            | 1986-10-09 | Felt Forum, Nueva York, Nueva York, EE. UU.                       | |
| G                                      | 11–0       | Alfredo Layne       | UD   | 10            | 1986-12-20 | Scope, Norfolk, Virginia, EE. UU.                                 | |
| G                                      | 12–0       | Roger Mayweather    | UD   | 12            | 1987-03-28 | Scope, Norfolk, Virginia, EE. UU.                                 | Gana el título vacante de la NABF del peso ligero.                                                                                           |
| G                                      | 13–0       | Jim Flores          | TKO  | 1 (10)        | 1987-06-28 | Las Americas Arena, Houston, Texas, EE. UU.                       | |
| G                                      | 14–0       | Miguel Santana      | TKO  | 6 (12), 1:02  | 1987-07-25 | Scope, Norfolk, Virginia, EE. UU.                                 | Retiene el título de la NABF del peso ligero; Gana el título vacante de la USBA del peso ligero                                              |
| G                                      | 15–0       | Davey Montana       | TKO  | 4 (10), 2:14  | 1987-12-19 | París, Francia                                                    | |
| D                                      | 15–1       | José Luis Ramírez   | SD   | 12            | 1988-03-12 | Stade de Levallois, Levallois-Perret, Francia                     | Por el título mundial de la WBC del peso ligero.                                                                                             |
| G                                      | 16–1       | Antonio Carter      | TKO  | 4 (10), 2:37  | 1988-11-02 | Convention Center, Virginia Beach, Virginia, EE. UU.              | |
| G                                      | 17–1       | Greg Haugen         | UD   | 12            | 1989-02-18 | Coliseum, Hampton, Virginia, EE. UU.                              | Gana el título mundial de la IBF del peso ligero.                                                                                            |
| G                                      | 18–1       | Louie Lomeli        | TKO  | 3 (12), 2:37  | 1989-04-30 | Scope, Norfolk, Virginia, EE. UU.                                 | Retiene el título de la IBF del peso ligero.                                                                                                 |
| G                                      | 19–1       | José Luis Ramírez   | UD   | 12            | 1989-08-20 | Scope, Norfolk, Virginia, EE. UU.                                 | Retiene el título de la IBF del peso ligero; Gana el título mundial vacante de la WBC y el título The Ring del peso ligero.                  |
| G                                      | 20–1       | Martin Galvan       | TKO  | 3             | 1989-12-11 | Les Pyramides, Le Port-Marly, Francia                             | |
| G                                      | 21–1       | Freddie Pendleton   | UD   | 12            | 1990-02-03 | Convention Hall, Atlantic City, Nueva Jersey, EE. UU.             | Retiene los títulos mundiales de la WBC y IBF del peso ligero.                                                                               |
| G                                      | 22–1       | Azumah Nelson       | UD   | 12            | 1990-05-19 | Caesars Palace, Paradise, Nevada, EE. UU.                         | Retiene los títulos mundiales de la WBC y IBF del peso ligero.                                                                               |
| G                                      | 23–1       | Juan Nazario        | KO   | 1 (12), 2:59  | 1990-08-11 | Caesars Tahoe, Stateline, EE. UU.                                 | Retiene los títulos mundiales de la WBC y IBF del peso ligero.; Gana el título mundial de la WBA y el título vacante lineal del peso ligero. |
| G                                      | 24–1       | Benjie Marquez      | UD   | 10            | 1990-11-22 | Palacio de Deportes de la Comunidad, Madrid, España               | |
| G                                      | 25–1       | Anthony Jones       | UD   | 12            | 1991-02-23 | Caesars Palace, Paradise, Nevada, EE. UU.                         | Retiene los títulos mundiales de la WBA, WBC, IBF, y lineal del peso ligero                                                                  |
| G                                      | 26–1       | Poli Díaz           | UD   | 12            | 1991-07-27 | Scope, Norfolk, Virginia, EE. UU.                                 | Retiene los títulos mundiales de la WBA, WBC, IBF, y lineal del peso ligero                                                                  |
| G                                      | 27–1       | Jorge Páez          | UD   | 12            | 1991-10-05 | Convention Center, Reno, Nevada, EE. UU.                          | Retiene los títulos mundiales de la WBA, WBC, IBF, y lineal del peso ligero                                                                  |
| G                                      | 28–1       | Harold Brazier      | UD   | 10            | 1992-01-18 | Pennsylvania Hall, Filadelfia, Pensilvania, EE. UU.               | |
| G                                      | 29–1       | Jerry Smith         | KO   | 1 (10)        | 1992-05-22 | El Toreo de Cuatro Caminos, Ciudad de México, México              | |
| G                                      | 30–1       | Rafael Pineda       | UD   | 12            | 1992-07-18 | The Mirage, Paradise, Nevada, EE. UU.                             | Gana el título mundial de la IBF del peso superligero.                                                                                       |
| G                                      | 31–1       | Ben Baez            | KO   | 1 (10), 0:37  | 1992-12-01 | Convention Center, Virginia Beach, Virginia, EE. UU.              | |
| G                                      | 32–1       | James McGirt        | UD   | 12            | 1993-03-06 | Madison Square Garden, Nueva York, Nueva York, EE. UU.            | Gana el título mundial de la WBC y lineales del peso wélter                                                                                  |
| Empate                                 | 32–1–1     | Julio César Chávez  | MD   | 12            | 1993-09-10 | Alamodome, San Antonio, Texas, EE. UU.                            | Retiene los títulos WBC y lineal del peso wélter                                                                                             |
| G                                      | 33–1–1     | Santos Cardona      | UD   | 12            | 1994-04-09 | Scope, Norfolk, Virginia, EE. UU.                                 | Retiene el título WBC y lineal del peso wélter                                                                                               |
| G                                      | 34–1–1     | James McGirt        | UD   | 12            | 1994-10-01 | Scope, Norfolk, Virginia, EE. UU.                                 | Retiene el título WBC y lineal del peso wélter                                                                                               |
| G                                      | 35–1–1     | Julio César Vásquez | UD   | 12            | 1995-03-04 | Convention Hall, Atlantic City, Nueva Jersey, EE. UU.             | Gana el título mundial de la WBA del peso superwelter                                                                                        |
| G                                      | 36–1–1     | Gary Jacobs         | UD   | 12            | 1995-08-26 | Convention Hall, Atlantic City, Nueva Jersey, EE. UU.             | Retiene el título WBC y lineal del peso wélter                                                                                               |
| G                                      | 37–1–1     | Jake Rodríguez      | KO   | 6 (12), 2:54  | 1995-11-18 | Convention Hall, Atlantic City, Nueva Jersey, EE. UU.             | Retiene el título WBC y lineal del peso wélter                                                                                               |
| G                                      | 38–1–1     | Wilfredo Rivera     | SD   | 12            | 1996-04-12 | Atlantis World Casino, Sint Maarten, Netherlands Antilles         | Retiene el título WBC y lineal del peso wélter                                                                                               |
| G                                      | 39–1–1     | Wilfredo Rivera     | UD   | 12            | 1996-09-20 | James L. Knight Center, Miami, Florida, EE. UU.                   | Retiene el título WBC y lineal del peso wélter                                                                                               |
| G                                      | 40–1–1     | Diosbelys Hurtado   | TKO  | 11 (12), 1:52 | 1997-01-24 | Convention Hall, Atlantic City, Nueva Jersey, EE. UU.             | Retiene el título WBC y lineal del peso wélter                                                                                               |
| D                                      | 40–2–1     | Oscar De La Hoya    | UD   | 12            | 1997-04-12 | Thomas & Mack Center, Paradise, Nevada, EE. UU.                   | Pierde los títulos WBC y lineal del peso wélter.                                                                                             |
| NC                                     | 40–2–1 (1) | Andrey Pestryaev    | UD   | 12            | 1997-10-17 | Foxwoods Resort Casino, Ledyard, Connecticut, EE. UU.             | Originalmente victoria por para Whitaker, cambiado a NC tras fallar un test de drogas.                                                       |
| D                                      | 40–3–1 (1) | Félix Trinidad      | UD   | 12            | 1999-02-20 | Madison Square Garden, Nueva York, Nueva York, EE. UU.            | Por el título mundial de la IBF del peso wélter.                                                                                             |
| D                                      | 40–4–1 (1) | Carlos Bojorquez    | TKO  | 4 (10), 0:27  | 2001-04-27 | Caesars Tahoe, Stateline, Nevada, EE. UU.                         | |